# Schönberg (Holstein)

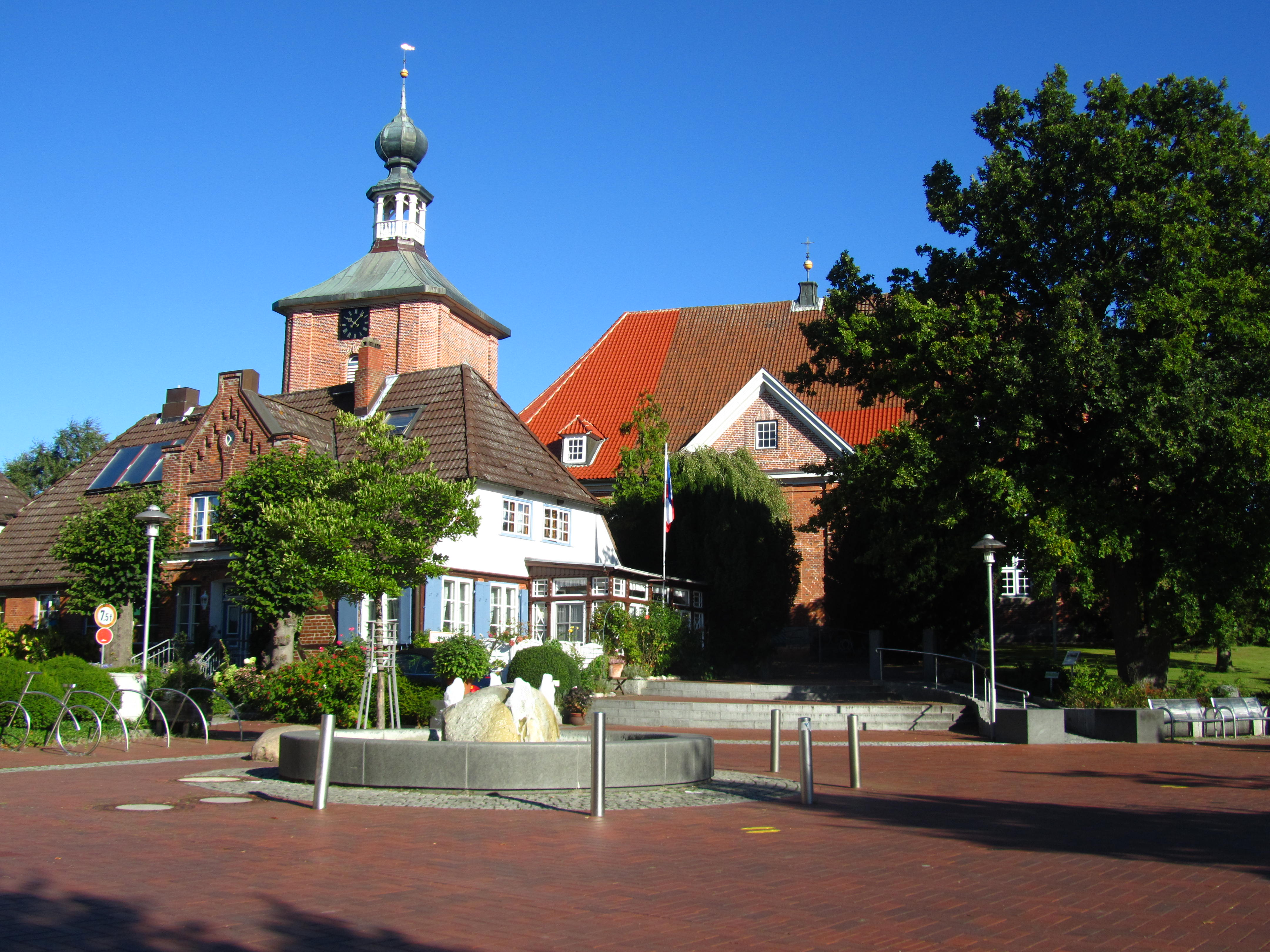
Marktplatz en Schönberg

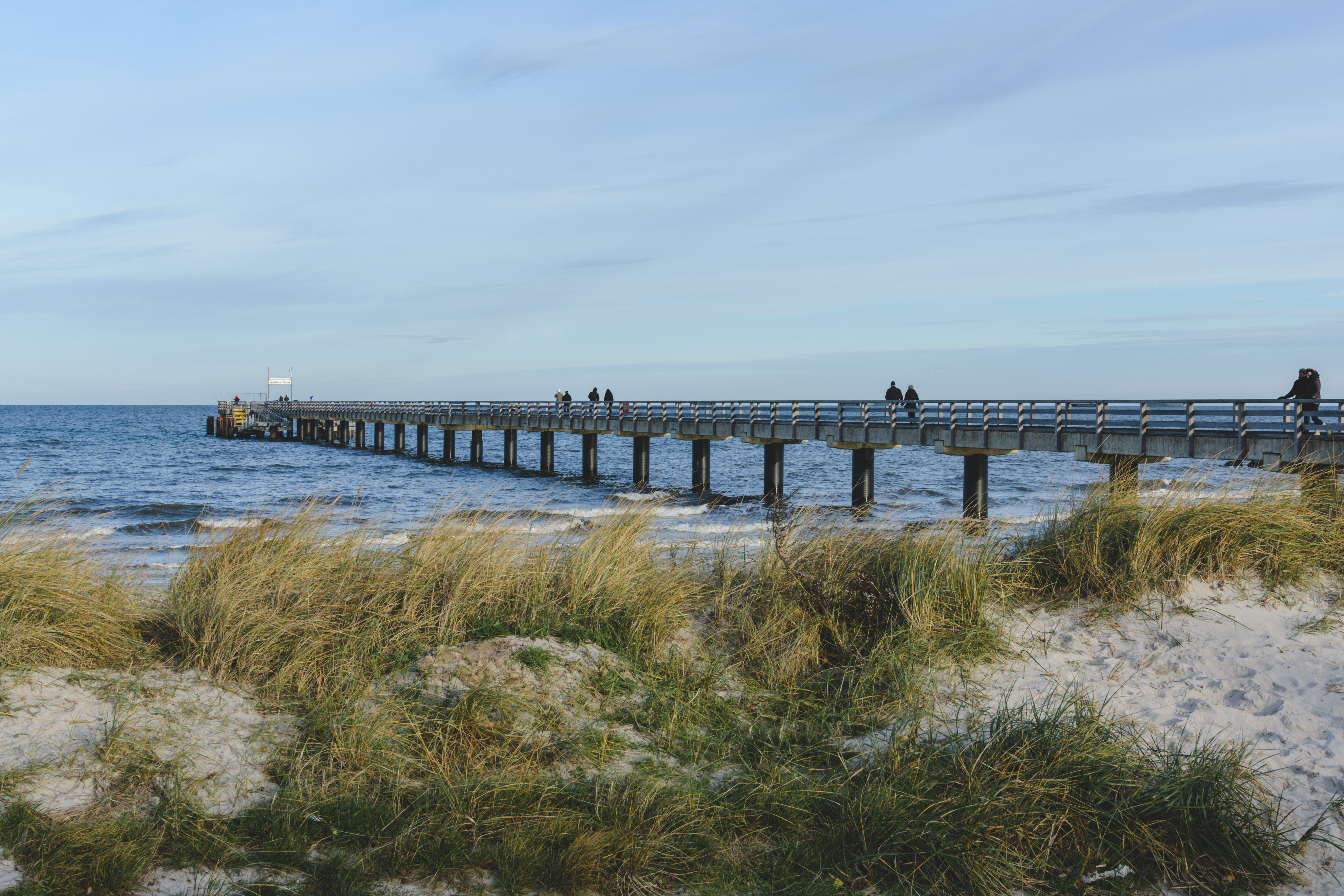
Seebrücke am Schönberger Strand

Schönberg en Holstein es un municipio perteneciente al distrito de Plön, en el estado federal de Schleswig-Holstein, al norte de Alemania. El municipio se encuentra a 20 km de la ciudad de Kiel, que cuenta con uno de los más importantes astilleros de Europa.

## Datos interesantes y culturales
Su población, a fecha de 5 de marzo de 2019, era de 6376 habitantes, con una densidad de 548 habitantes por km².

## Política
El alcalde del municipio es Peter Kokocinski (SPD). Hay tres partidos en el parlamento municipal (Gemeindevertretung): La SPD, la CDU y la EIS (Einwohnerinitiative Schönberg).